# Abdoulaye Cissé
Pour les articles homonymes, voir Cissé.
Abdoulaye Cissé est un footballeur international burkinabé né le 24 décembre 1983 à Adzopé en Côte d'Ivoire. Il évolue au poste d'attaquant.

## Biographie
Cissé naît d'un père Samo et d'une mère Dafing. Il commence à jouer au football dans le quartier de Koumassi à Abidjan. Un journaliste le remarque et grâce aux contacts de ce dernier, Abdoulaye débarque à Grenoble en France en janvier 1999. De Grenoble, il dépose finalement ses valises à Montpellier, où il signe son premier contrat professionnel en 2001. 
La Fédération burkinabé de football prend alors contact avec lui et son coéquipier Habib Bamogo, afin de les convaincre de rejoindre les Étalons. Si Bamogo décline l'offre, Abdoulaye Cissé choisit les Étalons. Cependant, il rate la CAN junior 2003 à cause de deux entorses à la cheville. Il effectue par la suite ses débuts avec l'équipe A du Burkina, et participe à la Coupe d'Afrique des nations 2004. Placé dans le groupe B avec le Mali, le Sénégal et le Kenya, le Burkina termine dernier de son groupe et se voit éliminé d'entrée de jeu. Cissé prend part aux trois matchs de son équipe lors de cette CAN.
Cissé inscrit trois buts avec le Burkina Faso. Il est tout d'abord l'auteur d'un doublé contre l'Afrique du Sud en septembre 2005, lois des éliminatoires du mondial 2006. Un an plus tard, il marque un but contre la Tanzanie, lors des éliminatoires de la Coupe d'Afrique des nations 2008.
En janvier 2007, n'entrant plus dans les plans de l'entraîneur, Jean-François Domergue, il quitte Montpellier pour s'engager avec le club saoudien d'Al Faisaly pour six mois.
Il est tout de suite prêté au club d'Al Khor pour quatre mois, ses performances convainquent Al Faisaly de le rappeler et il marque alors cinq buts en deux mois. En juin, il change de nouveau de club et joue avec l'Al Siliya Doha, club promu en première division du Qatar. Il marque alors 22 buts (dont 15 en championnat, ce qui fait de lui le cinquième buteur du championnat), le club se classant huitième du championnat.
En juin 2010, il signe un contrat d'une saison avec le club égyptien d'Al Masry.
Cissé devient titulaire lors de la saison 2012-2013 avec le Zamalek SC en enchaînant les buts, tout d'abord en Ligue des champions de la CAF face à Saint-George (il qualifie à lui seul le Zamalek pour les phases de groupe) puis en championnat où il est toujours décisif à chaque fois qu'il est sur le terrain.

## Carrière
| Saison                                 | Club                                        | Division                                   | Matchs/Buts        | Coupes nationales matchs/buts | Burkina Faso |
| 2000-2001                              | Montpellier HSC B                           | CFA                                        | 6 (1)              |                               |              |
| 2001-2002                              | Montpellier HSC Montpellier HSC B           | Division 1 CFA                             | 19 (2) 12 (6)      | 3 (2)                         |              |
| 2002-2003                              | Montpellier HSC Montpellier HSC B           | Ligue 1 CFA                                | 6 (1) 16 (4)       | 2 (0)                         |              |
| 2003-2004                              | Montpellier HSC Montpellier HSC B           | Ligue 1 CFA                                | 3 (0) 15 (10)      |                               | 3 (0)        |
| 2004-2005                              | Montpellier HSC                             | Ligue 2                                    | 32 (9)             | 4 (1)                         | 4 (0)        |
| 2005-2006                              | Montpellier HSC                             | Ligue 2                                    | 27 (4)             | 5 (1)                         | 1 (2)        |
| 2006-jan 2007 jan à juin 2007 mai 2007 | Montpellier HSC Al Faisaly → Al-Khor (prêt) | Ligue 2 1re division Qatar Stars League    | 17 (2) 9 (5) 2 (1) | 2 (0) ? (0) ? (1)             | 2 (1)        |
| 2007-2008                              | Al-Sailiya                                  | Qatar Stars League                         | 18 (10)            | ? (7)                         | 2 (1)        |
| 2008-2009                              | Al-Sailiya                                  | Qatar Stars League                         | 20 (14)            | ? (5)                         |              |
| 2009-jan 2010 jan-mars 2010            | Al-Dhafra Al-Khor                           | UFL UAE Football League Qatar Stars League | 8 (2) 8 (1)        | ? (1) ? (2)                   |              |
| 2010-2011                              | Al Masry                                    | Etisalat Egyptian Premier League           | 29 (7)             |                               |              |
| 2000-2011                              | Total                                       |                                            |                    |                               | 12 (3)       |

## Palmarès
- Champion d'Égypte en 2015 avec le Zamalek SC